# 福聯盛控股
福聯盛控股有限公司，簡稱福聯盛控股（英語：Hock Lian Seng Holdings Limited，SGX：J2T），在1969年由蔡龙海創立一家專門在新加坡、中國內地經營土木工程和建築材料等，包括承建新加坡地鐵等。
總部位於80 Marine Parade Road #21-08 Parkway Parade Singapore 449269。該股份在2009年12月22日於新加坡交易所主板上市。招股價為0.25坡元，發售股份為110,000,000股，集資額為27,500,000坡元。

## 連結
- hlsgroup.com.sg （页面存档备份，存于）